# 博奇基
49°49′5″N 33°9′59″E / 49.81806°N 33.16639°E
博奇基（烏克蘭語：Бочки），是烏克蘭中部的村莊，隸屬波爾塔瓦州的盧布尼區。該村處於克里瓦魯達河畔，距離什托姆佩利夫卡、科夫圖尼和納塔利夫卡1公里，海拔高度143米，2001年人口111。